# トヨタカード
トヨタカード（TOYOTA CARD）は、1995年1月より2000年度まで、ミリオンカードサービス（現在の三菱UFJニコス）・UCカード・ジェーシービーの銀行系カード3社がトヨタ自動車と提携し発行していたクレジットカードである。
※上記3社の一部フランチャイズ（グループ）会社もトヨタカードを発行していた。
クレジットカードの買い物利用額に応じてポイントが貯まり、貯まったポイントをトヨタのディーラー利用時にキャッシュバック（上限額あり）として還元される仕組みだったが、提携元3社を合わせた会員数は1995年1月の申込開始後、翌2月には30万会員、同年6月に100万会員、1996年末に200万会員と急増し、TS3（※注）カード発行前の2000年には300万会員に迫る規模となり、史上初の超大型提携カードと呼ばれたりもした。

## トヨタポイントプラス
トヨタカード発行当初はトヨタやダイハツ・日野の各ディーラーやトヨタレンタリース店舗など特別提携先で利用すると利用額1000円につき30点、それ以外の加盟店では利用額1000円につき15点が貯まり、トヨタ車ディーラーで新車購入時或いはリース契約時に1点1円換算で20万円相当額までキャッシュバックを受けられるというものである。（当初は点数制だったが、後に1点 = 1ポイントの制度になる。）
- その後 特別提携先は、当時の日本石油やモービル石油、日本エアシステムや東急ホテルズ、ディノスなどトヨタグループ外の各社も加わるようになる。これは現在のTS CUBIC CARDの「エクストラ・ポイント・ショップ」として継承される。
- さらに、1996年度からは景品表示法の改正に伴い、中古車購入や車検利用時にもキャッシュバックが受けられるようになり、キャッシュバックの上限が30万円までとなった。なお、車検利用時は3ポイント = 2円換算となる。
- また、1998年からはトヨタホームの住宅購入の際にも購入資金に対してキャッシュバックが受けられるなど、トヨタ関係のキャッシュバックのみで、ある程度トヨタグループへの顧客の囲い込みに貢献したとされる。
- 1998年秋からは当時の日本エアシステムのマイレージサービス「スカイメリット」へのポイント移行サービスも開始され、移行費無料で2ポイント→1マイルに移行出来るようになった。

## その他
- トヨタレンタカーの基本料金が決済利用で5%割引される。
- TS CUBIC CARDと同じく（現在は廃止）ポイント倍付け（付与）となるキャンペーンが不定期に催された。

## 終焉
2001年にトヨタファイナンス（トヨタ自動車の孫会社）がVisa International・MasterCard Internationalの直接発行権を獲得 及び JCBブランド発行会社として、VISA/MasterCard/JCBの国際ブランド付きクレジットカード、TS3（ティーエスキュービック、現・TS CUBIC）カードを同年4月に発行・事業開始したため、トヨタカードの新規申込は終了し、既存会員は今後TS3カードへ移行することになる。
- 以降はTS CUBIC CARD項へ。